# Império do Povo
A Associação Recreativa Escola de Samba Império do Povo é uma escola de samba do carnaval do Amapá. Sua sede fica na cidade de Santana.
Em 2008, a escola conquistou seu primeiro título do carnaval do Amapá, com o enredo Macapá 250: Uma Viagem Fascinante Pelas Terras Tucuju. A disputa foi definida pelo número de estandartes e a Império do Povo sagrou-se vitoriosa, recebendo cinco dos dez estandartes distribuídos (Fantasia, Comissão de Frente, Evolução, Harmonia e Baianas).
Em 2010, inicialmente foi declarada campeã junto com todas as demais cinco escolas do Grupo Especial, porém após a abertura dos envelopes e a desclassificação da Piratas da Batucada, obteve o segundo lugar. O resultado final não foi aceito pela Liga, que decidiu pela invalidação e posterior exclusão da Piratas da Batucada.

## Segmentos

### Presidentes
| Nome                 | Mandato    | Ref.  |
| -------------------- | ---------- | ----- |
| Rogel Santiago Braga | Atualidade | [ 1 ] |

### Diretores
| Ano  | Diretor de Carnaval | Diretor geral de harmonia     | Mestre de bateria       | Ref.  |
| ---- | ------------------- | ----------------------------- | ----------------------- | ----- |
| 2014 |                     | Marco Antonio Pereira Brandão | Marco Antonio Damasceno | [ 1 ] |
| 2016 |                     |                               |                         |       |

### Coreógrafo
| Ano  | Nome                | Ref.  |
| ---- | ------------------- | ----- |
| 2024 | José Cosme Carlisle | [ 4 ] |

### Casal de Mestre-sala e Porta-bandeira
| Ano  | Nome                              | Ref.  |
| ---- | --------------------------------- | ----- |
| 2014 | Roberto Braga e Iasnara Braga     | [ 1 ] |
| 2024 | Laiane Nascimento e Marcelo Souza | [ 4 ] |

### Rainhas de bateria
| Período | Rainha       | Madrinha | Ref.  |
| ------- | ------------ | -------- | ----- |
| 2014    | Natasha Dias |          | [ 1 ] |
| 2016    |              |          |       |

## Carnavais
| Ano                                             | Colocação                               | Divisão  | Enredo | Carnavalesco         | Ref.              |
| ----------------------------------------------- | --------------------------------------- | -------- | --- | -------------------- | ----------------- |
| 2001                                            | 5º lugar                                | Especial | "Santana, do Nascer do Sol ao Adormecer das estrelas" |                      |                   |
| 2002                                            | 6º lugar                                | Especial | "Do Sabor é Festival, na Império é Carnaval" |                      |                   |
| 2003                                            |                                         | Acesso   | "Santana, Arte cultura e magia, das suas origem a folia" |                      |                   |
| 2004                                            | Campeã                                  | Acesso   | "Império em Ação: o Balanço das Ondas, um Grito de Preservação" |                      |                   |
| Não houve Desfile das ESCOLAS DE sAMBA do Amapá |                                         |          | |                      |                   |
| 2006                                            | Vice-campeã                             | Especial | "Mulher, És um Ser. No Carnaval da Império a Homenageada é Você" |                      |                   |
| 2007                                            | 5° lugar                                | Especial | "Da Profecia de Pitágoras Nasce o Símbolo do Número Quatro" |                      |                   |
| 2008                                            | Campeã                                  | Especial | "Macapá 250: Uma Viagem Fascinante Pelas Terras Tucuju" | Júnior Cardoso       |                   |
| 2009                                            | 4º lugar                                | Especial | "Na Terra das Águas, Navega Rumo ao Norte: Pra Onde Seu Mestre Mandar" |                      |                   |
| 2010                                            | Vice-campeã                             | Especial | "Tainá - Olhos da Amazônia, Para o Mundo Inteiro Ver Na Tela Mágica da Sétima Arte" |                      | [ 5 ] [ 6 ] [ 3 ] |
| Não houve Desfile das ESCOLAS DE SAMBA do Amapá |                                         |          | |                      |                   |
| 2012                                            | 3º lugar                                | Especial | "Perfume" |                      |                   |
| 2013                                            | 5º lugar                                | Especial | "Pedra branca do Amaparí, O tesouro da Amazônia" |                      |                   |
| 2014                                            | 3º lugar                                | Acesso   | "No Palco da Folia a Império Anuncia: Porto de Santana, do Amapá para o Mundo" (Samba-enredo composto por Fernando Mesquita, Juruna Zona Sul, Ilã do Laguinho e Meio dia da Imperatriz | Comissão de Carnaval | [ 7 ] [ 1 ]       |
| 2015                                            | 3° lugar                                | Acesso   | "Re x Pa: O Clássico Rei da Amazônia" (Samba-enredo composto por Juruna Zona Sul, Leandro Thomáz, Cigano da Imperatriz e Meio dia da Imperatriz)                                       | Comissão de carnaval | [ 8 ]             |
| 2020                                            | 3° lugar                                | Acesso   | "Na passarela azul, o artista não é diferente. Diferente é o mundo que queremos" | Comissão de carnaval |                   |
| 2023                                            | Campeã                                  | Acesso   | "A Vida é um Moinho" (Samba-enredo composto por prof. Rogério Sena e Silva Jr.) |                      | [ 9 ] [ 10 ]      |
| 2024                                            | Campeã Empatada com Piratas da Batucada | Especial | "A Folia da Mãe de Deus da Piedade" (Samba-enredo composto por Prof. Rogério Sena, Silva e Jr; e Ailson Picanço)                                                                       |                      | [ 11 ] [ 12 ]     |
| 2025                                            |                                         | Especial | "Kusiwa - O Caminho Desenhado Sobre a Pele" | Edson Pereira        | [ 13 ]            |

## Ligação externa
- Império do Povo no Instagram